# Discographie de Zendaya
Cet article présente la discographie de Zendaya.

## Albums

### Album Studio
| Zendaya         | - Sortie: 17 septembre 2013 - Label: Hollywood - Format: CD, téléchargement | 51 |
| "—" non classé. |                                                                             |    |

### Extended plays
| Titre                             | Détails                                                              |
| --------------------------------- | -------------------------------------------------------------------- |
| Made in Japan (avec Bella Thorne) | - Sortie: 21 août 2012 - Format: téléchargement - Label: Walt Disney |

## Singles

### Artiste principale
| "Swag It Out"                     | 2011 | —  | —  | —  | —  | —  |                                 | Non-album single |
| "Replay"                          | 2013 | 40 | 20 | 8  | 83 | 18 | - RIAA: Platine - ARIA: Platine | Zendaya          |
| "Something New" (ft. Chris Brown) | 2016 | 93 | 32 | 82 | —  | —  |                                 | TBA              |
| "—" non classé.                   |      |    |    |    |    |    |                                 |                  |

### Collaborations
| Titre                                                   | Année | Album |
| ------------------------------------------------------- | ----- | ----- |
| "My Jam" (Bobby Brackins featuring Zendaya and Jeremih) | 2015  | NC    |

### Singles promotionnels
| Titre                                          | Année | Chart  | Certifications | Album                                       |
| Titre                                          | Année | US     | Certifications | Album                                       |
| ---------------------------------------------- | ----- | ------ | -------------- | ------------------------------------------- |
| "Dig Down Deeper"                              | 2011  | —      |                | Disney Fairies: Faith, Trust And Pixie Dust |
| "Watch Me" (with Bella Thorne)                 | 2011  | 86     | - RIAA: Or     | Shake It Up: Break It Down                  |
| "Something to Dance For"                       | 2012  | 124[A] |                | Shake It Up: Live 2 Dance                   |
| "Fashion Is My Kryptonite" (avec Bella Thorne) | 2012  | —      |                | Made in Japan                               |
| "Contagious Love" (avec Bella Thorne)          | 2013  | —      |                | Shake It Up: I Love Dance                   |
| "Too Much"                                     | 2014  | —      |                | NC                                          |
| "Neverland"                                    | 2016  | —      |                | NC                                          |